# Live at Budokan (album Dream Theater)
Live at Budokan – czwarty oficjalny album koncertowy progresywnometalowego zespołu Dream Theater, wydany w 2004 roku.

## Lista utworów

### CD 1
1. "As I Am" – 7:25
2. "This Dying Soul" – 11:44
3. "Beyond This Life" – 19:37
4. "Hollow Years" – 9:18
5. "War Inside My Head" – 2:22
6. "The Test That Stumped Them All" – 5:00

### CD 2
1. "Endless Sacrifice" – 11:18
2. "Instrumedley" – 12:15
3. "Trial of Tears" – 13:49
4. "New Millennium" – 8:01
5. "Keyboard Solo" – 3:58
6. "Only a Matter of Time" – 7:21

### CD 3
1. "Goodnight Kiss" – 6:16
2. "Solitary Shell" – 5:58
3. "Stream of Consciousness" – 10:54
4. "Disappear" – 5:56
5. "Pull Me Under" – 8:38
6. "In the Name of God" – 15:49

### DVD 1
1. "As I Am" – 8:34
2. "This Dying Soul" – 12:12
3. "Beyond This Life" – 19:34
4. "Hollow Years" – 9:19
5. "War Inside My Head" – 2:30
6. "The Test That Stumped Them All" – 4:53
7. "Endless Sacrifice" – 11:20
8. "Instrumedley" – 12:09
9. "Trial of Tears" – 13:58
10. "New Millennium" – 7:59
11. "Keyboard solo" – 3:59
12. "Only a Matter of Time" – 7:25
13. "Goodnight Kiss" – 6:14
14. "Solitary Shell" – 5:51
15. "Stream of Consciousness" – 10:55
16. "Disappear" – 5:55
17. "Pull Me Under" – 9:00
18. "In the Name of God" – 17:36
19. Credits – 3:11

### DVD 2
- "Riding the Train of Thought": Japanese Tour Documentary – 29:46
- John Petrucci "Guitar World" – 6:27
- Jordan Rudess "Keyboard World" – 6:43
- Mike Portnoy Drum Solo – 12:08
- "The Dream Theater Chronicles": 2004 Tour Opening Video – 5:43
- "Instrumedley" Multiangle bonus – 12:03